# Jiří Kovtun
Jiří Kovtun (23. dubna 1927, Horinčevo – ukrajinsky Горінчово, Československo, Podkarpatská Rus, dnes Ukrajina – 8. září 2014, Praha) byl český básník, prozaik, historik a novinář.

## Život
V roce 1946 odmaturoval na gymnáziu a až do roku 1948 studoval na Právnické fakultě UK, kde studia nedokončil, neboť po komunistickém převratu emigroval. Do února roku 1948 působil jako redaktor týdeníku Vývoj, přátelil se s jeho šéfredaktorem Pavlem Tigridem, s nímž ho spojovalo protikomunistické smýšlení. Když byl Vývoj zrušen, byl Kovtun také vyloučen ze Svazu novinářů.

### Emigrace
Přešel hranice u Znojma a emigroval do Rakouska. Krátce byl v utečeneckých táborech v Rakousku a Německu, kde směřoval do Frankfurtu nad Mohanem za Tigridem. V emigraci působil nejprve jako sociální pracovník v Německu a v Norsku. V letech 1951 až 1973 byl redaktorem Rádia Svobodná Evropa v Mnichově. V letech 1977 až 2000 pracoval jako specialista na českou a slovenskou problematiku v americké Knihovně Kongresu ve Washingtonu. Rovněž zpřístupnil veřejnosti i badatelům údaje o pobytech T. G. Masaryka v Americe.

## Tvorba
Kromě vlastní básnické a prozaické tvorby také přeložil několik děl významných ruských autorů jako jsou Boris Pasternak (Básně doktora Živaga), Josif Brodskij (Velká elegie), Alexandr Solženicyn (Řeč o pravdě), Osip Mandelštam (Topůrko pro kata). Překládal také z němčiny a angličtiny.

## Ocenění
V roce 1998 obdržel z rukou prezidenta ČR Václava Havla Řád Tomáše Garrigua Masaryka  III. třídy.
Za svou práci získal v roce 2006 novinářskou Cenu Ferdinanda Peroutky.
Čestná medaile TGM, udělilo v roce 2000 Masarykovo demokratické hnutí